# فالبوي
فالبوي (بالإنجليزية: Valpoi)‏ هي منطقة سكنية تقع في الهند في شمال جوا. يقدر عدد سكانها بـ 7,913 نسمة وترتفع عن سطح البحر 16 متر.